# Muscicapa sibirica
Il pigliamosche siberiano  (Muscicapa sibirica J. F. Gmelin, 1789) è un uccello passeriforme della famiglia dei Muscicapidi originario del continente asiatico.

## Descrizione
È un pigliamosche di medie dimensioni (14 cm), un po' più piccolo del nostro pigliamosche europeo. È un grande migratore e le sue ali, relativamente molto lunghe, sono rivolte direttamente all'indietro, facendo sembrare la coda più corta. Come molti altri pigliamosche dalle abitudini simili, ha un piumaggio sobrio e discreto, tutto nei toni del grigio e del marrone. Una corretta identificazione, pertanto, non è sempre facile.
L'adulto è riconoscibile osservandone le parti inferiori. Come suggerisce il suo nome inglese, Dark-sided Flycatcher, i lati del petto sono scuri e separati da una fascia longitudinale mediana più chiara. Da lontano, questi fianchi scuri appaiono di colore uniforme, ma da vicino è possibile distinguere delle striature nerastre diffuse su uno sfondo grigio. La parte alta del petto presenta una fascia pettorale scura più o meno marcata, che contrasta con la gola chiara. Un altro criterio diagnostico sono le copritrici del sottocoda, che sono macchiate di grigio, mentre quelle del pigliamosche striato, un congenere con cui può essere confuso, sono completamente bianche. Rispetto a quest'ultimo, inoltre, il disegno della testa appare meno chiaro. La zona delle redini è più uniforme, leggermente color camoscio, e le linee sulla faccia sono meno evidenti. L'anello oculare bianco è più visibile. Inoltre, rende maggiormente evidente l'aspetto «grossa testa e becco piccolo».
Le parti superiori sono di colore grigio-bruno; la loro uniformità è interrotta dai margini beige delle remiganti interne e delle copritrici alari.
Ne esistono quattro sottospecie, che differiscono solamente per le sfumature del piumaggio, che può essere più o meno scuro sia sopra che sotto.
Il piumaggio giovanile è ancora più scuro, con striature e macchie color camoscio sulla testa e sulle parti superiori e margini dello stesso colore sulle penne delle ali. La parte inferiore può presentare un aspetto macchiato o squamoso.

## Biologia

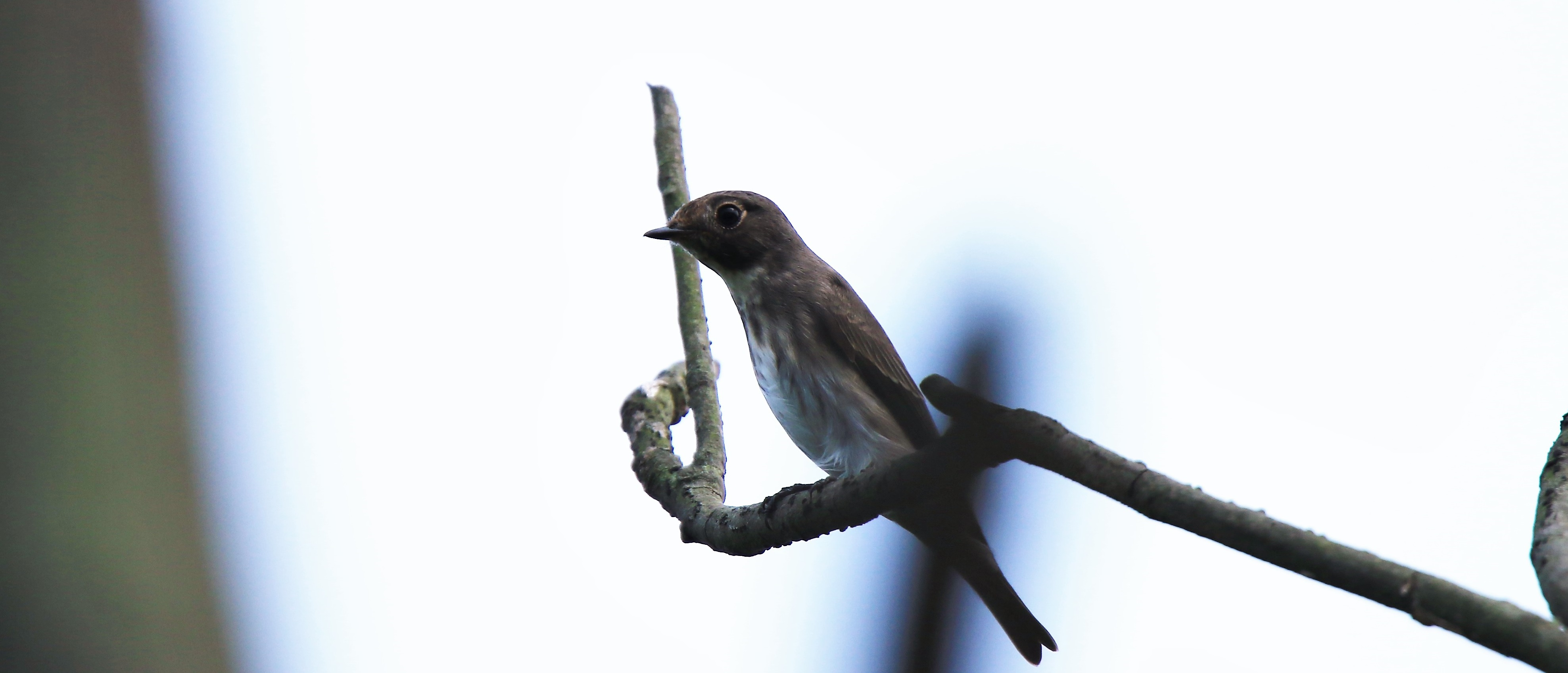
Un pigliamosche siberiano.

Il pigliamosche siberiano ha un comportamento molto simile a quello del pigliamosche europeo. Forse ha abitudini più spiccatamente forestali, ma, come quest'ultimo, apprezza le interruzioni di continuità dell'ambiente forestale, i margini dei boschi, le radure o i punti in cui la foresta è attraversata da corsi d'acqua o da strade. Necessita di avere posatoi dai quali può avere una buona visione sui terreni di caccia aperti. Nei siti più favorevoli si possono radunare anche più individui o coppie. Come gli altri pigliamosche, a volte scende a terra per catturare la preda.

### Volo
Il volo di questo pigliamosche è diretto, come quello di tutti i rappresentanti della sua famiglia che cacciano a vista gli insetti volanti. Le ali molto lunghe sono un adattamento a voli migratori molto lunghi.

### Alimentazione
Il pigliamosche siberiano si nutre principalmente di insetti. Ama particolarmente i grossi ditteri come i sirfidi, ma mangia anche chironomidi, piccoli imenotteri e coleotteri.

### Riproduzione
La stagione di nidificazione varia a seconda della sottospecie, ma in genere va da maggio ad agosto. Ha luogo, pertanto, piuttosto tardi, a causa dei territori ad essa adibiti, che si trovano ad alte latitudini o ad alta quota. Le modalità di riproduzione sono poco conosciute. È la femmina che si occupa della costruzione del nido, costruito con muschi, licheni, erbe, foglie, peli e piume in un luogo piuttosto riparato, una cavità nel tronco o un ramo spezzato o ricoperto da muschi e licheni. La femmina vi depone 3-4 uova.

## Distribuzione e habitat
Come indica il nome, la sottospecie nominale nidifica nella Siberia orientale, dal lago Bajkal alla penisola della Kamčatka. Si riproduce anche sull'isola di Sachalin e in Giappone. Le altre sottospecie occupano un areale più meridionale, dall'Afghanistan settentrionale alla Cina centro-meridionale. L'areale di svernamento è disgiunto: si estende dalla Cina meridionale fino a Sumatra e al Borneo, passando per l'Indocina e la penisola malese. La migrazione post-nuziale ha luogo da fine agosto a novembre. Gli esemplari siberiani fanno ritorno ai loro terreni di nidificazione solo più tardi, alla fine di maggio.
Il pigliamosche siberiano si riproduce nelle foreste di conifere di montagna nella parte meridionale dell'areale e nella taiga siberiana in quella settentrionale, spesso in prossimità dell'acqua. Si incontra fino a 4000 m di quota in Cina, fino a 2400 m in Giappone (poco più in basso a Hokkaidō), tra 2000 e 3350 m nella parte occidentale dell'Himalaya e tra 2400 e 3600 m nella parte orientale della stessa catena montuosa. Nel sud, la distribuzione altitudinale della zona di nidificazione è più ampia, andando da 2100 a 3800 metri. Durante la migrazione, è possibile osservare questa specie anche al di fuori dei terreni forestali, ma pur sempre in zone dove sono presenti degli alberi: boscaglie, boschi aperti, parchi e giardini, piantagioni, ecc. In inverno si trova esclusivamente nelle aree boschive, dove frequenta preferibilmente la canopia.

## Tassonomia
Le quattro sottospecie del pigliamosche siberiano sono:
- M. s. sibirica J. F. Gmelin, 1789, diffusa dalla Siberia centro-meridionale fino alla Corea e al Giappone;
- M. s. gulmergi (E. C. S. Baker, 1923), diffusa nell'Afghanistan nord-orientale e nell'Himalaya nord-occidentale;
- M. s. cacabata T. E. Penard, 1919, diffusa dall'Himalaya centrale al Tibet meridionale e all'India nord-orientale;
- M. s. rothschildi (E. C. S. Baker, 1923), diffusa dalla Cina centro-meridionale fino al Myanmar settentrionale e al Vietnam nord-occidentale.

## Conservazione
Il pigliamosche siberiano non è attualmente considerato una specie minacciata e nelle zone dove è presente può essere anche molto comune. Non abbiamo, tuttavia, molte informazioni riguardo alla densità di popolazione. Comunque è stato riscontrato che sull'Himalaya, in un raggio di 50 metri, possono nidificare anche 2 o 3 coppie, il che può indicare un carattere semi-coloniale della specie.